# Aidan
Aidan je mužské křestní jméno irského původu. Pochází ze starého gaelského jména Áed, což znamená oheň. Ke jménu byla přidána přípona -án, což by mohlo znamenat „malý oheň“.
V keltské pověsti byl Áed jedním ze čtyř dětí Lirových, které byly na 900 let zaklety do podoby labutí.

## Další podoby
- Aidan: Irsky, Anglicky
- Edan: Irsky, Skotsky
- Aodhagán: Skotsky
- Aiden: Irsky, Anglicky
- Áed(án): stará irština

## Známí nositelé
- Áedán mac Gabráin (Áedán syn Gabráina), král království Dál Riata (Dalriada)
- Aidan z Lindisfarnu, († 651), irský misionář a biskup
- Aeddan ap Blegywryd, velšský král království Gwynedd
- Adam, hrabě Angusu
- Aidán von Ferns

- Aiden Byrne, britský kuchař
- Aidan Chambers, britský spisovatel
- Aidan Crowley, britský politik
- Aidan Delgado, americký voják a antiválečný aktivista
- Francis Aidan Gasquet, anglický kardinál
- Aiden Guerra, australský ragbista
- Aidan Hartley, britský spisovatel a novinář
- Aidan Huggins, irský scenárista
- Aidan Hughes, britský umělec
- Aidan Kelly, americká wiccanka
- John Aidan Lidelle, britský pilot
- Aiden MacCarthy, irský doktor
- Aidan Carl Matthews, irský scenárista
- Aidan McAnespie, irská oběť Troubles
- Aidan McLindon, australský politik
- Aidan Nichols, britský akademik a kněz
- Aidan Quinn, americký herec
- Aidan Turner, irský herec
- Aiden Maxa Oymen, syn modelky Terezy Maxové